# 1973 en combiné nordique
| Années du combiné nordique : 1970 - 1971 - 1972 - 1973 - 1974 - 1975 - 1976    |
| Décennies du combiné nordique : 1940 - 1950 - 1960 - 1970 - 1980 - 1990 - 2000 |

Cette page reprend les résultats de combiné nordique de l'année 1973.

## Festival de ski d'Holmenkollen
Triplé norvégien lors de l'épreuve de combiné de l'édition 1973 du festival de ski d'Holmenkollen : elle fut remportée par le Norvégien Tom Sandberg devant ses compatriotes Odd Arne Engh et Arne Bystøl.

## Jeux du ski de Lahti
L'épreuve de combiné des Jeux du ski de Lahti 1973 fut remportée par un coureur est-allemand : l'ancien champion national Hans Hartleb. Il s'impose devant deux coureurs polonais : Kazimierz Długopolski et Stefan Hula.

## Jeux du ski de Suède
L'épreuve de combiné des Jeux du ski de Suède 1973 fut remportée par le coureur Hans Hartleb devant son compatriote Ulrich Wehling. Le Finlandais Rauno Miettinen complète le podium.

## Coupe de la Forêt-noire
La coupe de la Forêt-noire 1973 fut remportée par Franz Keller, le vainqueur sortant. Il remportait là sa troisième et dernière Coupe.

## Championnat du monde juniors
Le Championnat du monde juniors 1973 a eu lieu à Toksovo, en Union Soviétique. Il a couronné le Norvégien Paal Schjetne . Le coureur polonais Stanisław Kawulok est deuxième, devant l'Allemand de l'Est Urban Hettich, qui termine troisième.

## Championnats nationaux

### Championnats d'Allemagne
En Allemagne de l'Est, l'épreuve du championnat d'Allemagne de combiné nordique 1973 fut remportée par Ulrich Wehling. Bernd Zimmermann se classe deuxième tandis que Günter Deckert est troisième.
Les résultats du championnat d'Allemagne de l'Ouest de combiné nordique 1973 manquent.

### Championnat d'Estonie
Le Championnat d'Estonie 1973 s'est déroulé à Otepää. Il fut remporté par le vice-champion sortant, Tiit Talvar. Le vice-champion est Tiit Tamm, qui occupait cette place sur le podium du Championnat 1971. Le champion sortant, Tõnu Haljand, est troisième.

### Championnat des États-Unis
Le championnat des États-Unis 1973 s'est tenu à Minneapolis, dans le Minnesota. Il a été remporté par Teyck Weed (en).

### Championnat de Finlande
Les résultats du championnat de Finlande 1973 manquent.

### Championnat de France
Les résultats du championnat de France 1973 manquent.

### Championnat d'Islande
Le championnat d'Islande 1973 fut remporté par Steingrímur Garðarsson.

### Championnat d'Italie
Le podium du championnat d'Italie 1973 est en tous points identique à celui de l'année précédente : Ezio Damolin remporte le titre national devant Leonardo De Crignis et Modesto De Silvestro.

### Championnat de Norvège
Le championnat de Norvège 1973 se déroula à Vang, dans la kommune de Hamar, sur le tremplin Lierberget. Le vainqueur fut Odd Arne Engh, suivi par Gjert Andersen. Stein Gullikstad est troisième.

### Championnat de Pologne
Le championnat de Pologne 1973 fut remporté par Stefan Hula, du club BBTS Włókniarz Bielsko-Biała.

### Championnat de Suède
Le vainqueur du championnat de Suède 1973 est Sven-Olof Israelsson, du club Dala-Järna IK. C'est là sa sixième victoire consécutive et le dernier titre national de sa carrière en combiné. Le club champion est le club du champion, le Dala-Järna IK.

### Championnat de Suisse
Les résultats du Championnat de Suisse 1973 manquent.